# Animazione cinese

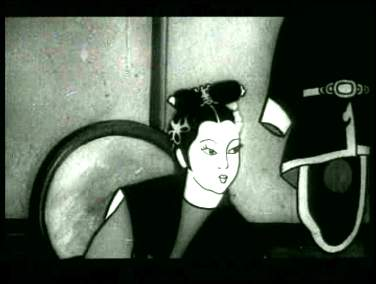
Fotogramma de La principessa dal ventaglio di ferro (1941)

L'animazione cinese (in cinese: 中国动画S, Zhōngguó dònghuàP), o dònghuà, è l'animazione realizzata in Cina, nonostante in cinese il termine dònghuà (动画S) venga usato per descrivere l'animazione in generale, non di un Paese in particolare.

## Storia
La nascita dell'animazione cinese risale al 1918, con l'arrivo a Shanghai della serie statunitense Out of the Inkwell. Le prime clip di cartoni animati in Cina furono utilizzate per lo più nelle pubblicità di prodotti nazionali, il vero sviluppo dell'industria dell'animazione cinese avvenne con l'arrivo dei fratelli Wàn nel 1926. I fratelli Wàn furono i primi in Cina a produrre un film d'animazione con effetti sonori, La danza del cammello, nel 1935. Furono sempre loro nel 1941 a produrre il primo lungometraggio d'animazione, La principessa dal ventaglio di ferro, considerato il primo del suo genere in Asia e che ebbe un grande impatto sui film d'animazione giapponesi in tempo di guerra e successivamente su Osamu Tezuka. La Cina restò relativamente al passo con il resto del mondo fino alla metà degli anni '60, con La rivolta del cielo dei fratelli Wan, con il quale vinsero numerosi premi internazionali.
L'età d'oro dell'animazione in Cina finì in seguito alla Rivoluzione culturale del 1966. Molti animatori furono costretti ad abbandonare il settore a causa delle dure condizioni economiche e le minacce da parte delle Guardie Rosse. Sopravvissero principalmente i prodotti d'animazione propagandistici. Negli anni '80, il Giappone emerse come nuova potenza dell'animazione dell'Asia orientale, evento che inferse un duro colpo alla reputazione e alla produttività dell'industria cinese. Negli anni '90, però, si verificarono due grandi cambiamenti, che diedero vita alla prima rivoluzione dal periodo di sperimentazione (1920-1945) dell'animazione cinese. Il primo fu un cambiamento di tipo politico: l'implementazione di un'economia socialista di mercato mise da parte i precedenti sistemi di economia pianificata, la produzione e il reddito del settore non sarebbero più stati regolamentati da una singola entità. Il secondo fu un cambiamento tecnologico, legato all'avvento di Internet: nuove opportunità emersero grazie alle animazioni flash e i contenuti divennero più vari. Oggi la Cina sta reinventando drasticamente il settore dell'animazione, con grandi influenze da parte di Hong Kong e Taiwan.

## Terminologia
I prodotti di animazione cinese oggi possono essere suddivisi in due categorie. Il primo tipo sono "Animazioni convenzionali" prodotte da società ed enti ben finanziati. Questi contenuti sono simili ai tradizionali cartoni animati 2D o ai moderni film d'animazione 3D in CGI distribuiti tramite cinema, DVD o trasmessi in TV. Questo format è il simbolo di un settore in ripresa che si unisce a tecnologie informatiche avanzate e manodopera a basso costo.
Il secondo tipo sono i "Webtoons" prodotti da aziende o, talvolta, solo da individui. Questi contenuti sono generalmente animazioni flash che possono essere sia amatoriali che di alta qualità, ospitate pubblicamente su vari siti web. Mentre la comunità globale ha sempre misurato il successo del settore dalle vendite al botteghino, i risultati ottenuti da questo formato non possono essere negati se misurati in hit su una popolazione di 1,3 miliardi nella sola Cina continentale. Inoltre, fornisce una maggiore libertà di espressione e nuovi sbocchi pubblicitari.

## Caratteristiche
Negli anni Venti, i pionieristici fratelli Wàn credevano che le animazioni dovessero rispettare uno stile unicamente cinese. Questa rigida filosofia è rimasta nell'industria per decenni. I cartoni animati erano essenzialmente un'estensione di altri aspetti dell'arte e della cultura cinese e attingevano contenuti dal folklore antico e dai mànhuà. Un esempio di un personaggio di animazione cinese tradizionale è Il re delle scimmie, un personaggio passato dall'opera di letteratura classica Viaggio in Occidente all'animazione del 1964 Havoc in Heaven. Dalla tradizione ha attinto anche l'animazione a inchiostro e acqua sviluppata dagli animatori Tè Wěi e Qián Jiājùn negli anni Sessanta, basata sulla pittura cinese a inchiostro e acqua. Molte opere vennero realizzate con questo metodo, a partire da Where is Mama (1960), tuttavia la tecnica richiedeva tempi di realizzazione molto lunghi ed è stata gradualmente abbandonata dagli studi di animazione.
Negli ultimi anni, la visione rigida dello stile tramandata dai fratelli Wàn ha iniziato ad allentarsi. Un primo rivoluzionario cambiamento è rintracciabile nell'adattamento del mànhuà del 1995 Cyber Weapon Z. Lo stile in cui sono realizzati i personaggi è indistinguibile da quello di qualsiasi anime, ma è classificato come animazione cinese. Le produzioni, inoltre, non sono necessariamente limitate a una sola tecnica: inchiostro ad acqua, burattini, computer grafica sono tutti usati per l'animazione.
Dagli anni Novanta nuove ondate di animazione, in particolare animazioni flash, stanno cercando di rompere con la tradizione. Nel 2001 Time Magazine Asia Edition classificò il personaggio del webtoon taiwanese A-kuei come uno dei 100 migliori nuovi personaggi in Asia. L'aspetto di A-kuei, con la testa grande, si avvicina molto a prodotti per bambini come Doraemon. Cambiamenti come questo indicano un'apertura verso l'esterno, dal momento che i personaggi ispirati al folklore hanno sempre avuto difficoltà a ottenere fama internazionale. GoGo Top, la prima rivista settimanale di animazione cinese, ha condotto un sondaggio e ha dimostrato che solo uno dei venti personaggi preferiti dai bambini è stato effettivamente creato in Cina.
Nel 1998, Wáng Xiǎodì diresse il lungometraggio d'animazione Grandma and Her Ghosts.

## Mercato dell'animazione convenzionale
I dati demografici hanno individuato tre grandi fasce d'età nel pubblico dei prodotti di animazione: l'11% ha meno di 13 anni, il 59% tra i 14 ei 17 anni e il 30% oltre i 18 anni. Potenzialmente 500 milioni di persone potrebbero essere identificate come consumatori di cartoni animati. La Cina conta 370 milioni di bambini, classificandosi come uno dei più grandi pubblici di animazione al mondo.
Dal punto di vista finanziario, Quatech Market Research ha rilevato che oltre 1,3 miliardi di RMB (circa 169 milioni di euro) sono stati spesi in cartoni animati ogni anno, ma oltre l'80% delle entrate fluisce direttamente all'estero. Ulteriori studi dimostrano che su un campione di persone di età compresa tra i 14 e i 30 anni a Pechino, Shànghǎi e Guǎngzhōu, il 60% preferisce ancora gli anime giapponesi, il 29% preferisce gli americani e solo l'11% preferisce quelli realizzati dagli animatori della Cina continentale, di Taiwan o di Hong Kong.
Dal 2006 ad oggi, il governo cinese ha considerato l'animazione come un settore chiave per la nascita di una nuova identità nazionale e per lo sviluppo culturale in Cina. Il governo ha iniziato a promuovere lo sviluppo del cinema e delle serie TV con l'obiettivo di raggiungere l'1% del PIL nei prossimi cinque anni a fronte di un investimento di circa 250-350 milioni di RMB (32-45 milioni di euro). Ha sostenuto la nascita di circa 6.000 studi di animazione e 1.300 università che forniscono studi sull'animazione. Nel 2010 sono stati prodotti 220.000 minuti di animazioni, rendendo la Cina il più grande produttore mondiale di cartoni animati in TV.
Nel 1999 lo Shanghai Animation Film Studio ha speso 21 milioni di RMB (circa 2,7 milioni di euro) per produrre l'animazione Lotus Lantern. Il film ha incassato più di 20 milioni di RMB al botteghino (circa 2,6 milioni di euro), ma non è riuscito a capitalizzare alcun prodotto correlato. La stessa compagnia ha girato una serie di cartoni animati, Music Up, nel 2001 e, sebbene il 66% dei suoi profitti provenisse dalla vendita di prodotti correlati, è rimasta in svantaggio rispetto alle animazioni straniere.
Il 2007 ha visto il debutto della popolare serie cinese, The Legend of Qin, che vantava una grafica 3D impressionante e una trama coinvolgente. La sua terza stagione è stata pubblicata il 23 giugno 2010. La sua quarta stagione è in produzione.
Uno dei mànhuà più popolari di Hong Kong è Old Master Q. I personaggi furono convertiti in cartone animato già nel 1981, in seguito ci sono stati numerosi adattamenti tra cui un DVD in formato widescreen nel 2003. Sebbene il mànhuà abbia riscosso successo per decenni, la versione animata è sempre stata considerata prevalentemente un tributo ai fan. Questo è un altro segno del fatto che lo stile d'animazione tradizionale cinese non riesce a fare presa sulle nuove generazioni. Sono stati prodotti anche cartoni animati più recenti, come My Life as McDull, per attrarre il pubblico moderno.
Nel 2005 ha debuttato il primo film d'animazione 3D CGI prodotto a Shēnzhèn in Cina, Thru the Moebius Strip. Con una durata di 80 minuti, è il primo film in 3D completamente renderizzato nella Cina continentale ad essere presentato in anteprima al Festival di Cannes. È stato un primo passo fondamentale per il settore.
Nel novembre 2006 si è tenuto un forum sull'animazione per annunciare i 10 cartoni animati nazionali più popolari come Century Sonny, Tortoise Hānbā's Stories, Black Cat Detective, SkyEye, Láo Mountain Taoist, Nǎzhā Conquers the Dragon King, Wanderings of Sānmáo, Little Soldier Zhāng Gā, Il topo blu e il gatto dalla faccia grande e 3000 perché del gatto blu. Century Sonny è una serie TV animata in 3D CGI con 104 episodi completamente renderizzati.
Nel 2011 Vasoon Animation ha distribuito Kuíbá. Il film racconta la storia di un ragazzo che tenta di salvare un mondo fantastico da un mostro malvagio che, a sua insaputa, si trova dentro di lui. Il film prende in prestito uno stile giapponese "a sangue caldo", svecchiando le opinioni del pubblico sull'animazione cinese. Kuíbá è stato acclamato dalla critica, ma commercialmente è rimasto al di sotto delle aspettative. È stato riferito che il CEO di Vasoon Animation ha ricevuto un aiuto di minoranza da un fondo di capitale di rischio presso la Università Qīnghuá per completare Kuíbá. Questo film ha anche la particolarità di essere la prima grande serie di animazione cinese ad entrare nel mercato giapponese.
Il premio più importante per l'animazione cinese è il Golden Monkey Award.

## Mercato delle animazioni Flash
Il 15 settembre 1999 FlashEmpire divenne la prima comunità flash in Cina ad essere online. Sebbene i primi contenuti fossero di tipo amatoriale, è stata una delle prime volte in cui un contenuto generato dagli utenti è stato reso disponibile e diffuso nel continente. All'inizio del Duemila, ha registrato una media di 10.000 visite al giorno con più di 5.000 lavori pubblicati. Oggi conta più di un milione di membri.
Nel 2001, Xiǎo Xiǎo, una serie di animazioni flash sul kung fu, è diventato un fenomeno Internet per un totale di oltre 50 milioni di visite, la maggior parte delle quali nella Cina continentale. Divenne anche popolare oltreoceano con numerosi artisti internazionali che presero in prestito il personaggio di Xiǎo Xiǎo per i loro lavori in flash su siti come Newgrounds.
Il 24 aprile 2006 è stato lanciato Flashlands.com, che ospita una varietà di animazioni flash di alta qualità prodotte nella Cina continentale. Il sito è progettato per essere uno dei primi siti interculturali che consente agli anglofoni un facile accesso alle produzioni cinesi. Anche se il successo del sito deve ancora essere determinato.
Nell'ottobre 2006, 3g net ha pagato 3 milioni di RMB (circa 390.000 euro) per produrre, la versione flash di A Chinese Odyssey di Stephen Chow.

## Il ruolo del governo
Ogni trimestre, l'Amministrazione statale della stampa, delle pubblicazioni, della radio, del cinema e della televisione annuncia le Produzioni televisive animate nazionali d'eccezione, premio che viene assegnato alle opere che "rispettano i giusti valori" (坚持正确价值导向) e "possiedono una qualità artistica e standard di produzione relativamente elevati" (具有较高艺术水准和制作水平) e raccomanda alle emittenti televisive della Cina continentale di dare la priorità della trasmissione a tali serie.

## Critica
Le statistiche dell'Amministrazione statale cinese della radio, del cinema e della televisione (SARFT) indicano che i cartoni animati nazionali sono andati in onda 1 ora e 30 minuti al giorno dal 1993 al 2002 e che alla fine del 2004 il tempo di trasmissione dei cartoni animati nazionali è stato aumentato a 2 ore al giorno. La divisione ha richiesto a un totale di 2.000 province di dedicare 60.000 minuti alle animazioni e ai fumetti di produzione nazionale. Ma le statistiche mostrano che gli animatori cinesi possono fornire opere sufficiente solo per 20.000 minuti, lasciando un vuoto di 40.000 minuti che può essere riempito solo da programmi stranieri. I cartoni animati cinesi sono inoltre criticati dagli stessi addetti ai lavori per la loro enfasi sull'educazione rispetto all'intrattenimento.
La SARFT inoltre è famosa per le proprie azioni protezionistiche come il divieto di programmazione straniera. Mentre le statistiche dimostrano che non ci sono abbastanza materiali di origine cinese disponibili, l'amministrazione continua a vietare i prodotti di origine straniera. Il 15 febbraio 2006 è stato emesso un altro avviso per vietare i cartoni animati che incorporano attori dal vivo. Come riportato dalla Xinhua News Agency, la commissione non vuole personaggi CGI e 2D accanto ad attori umani in quanto ciò comprometterebbe l'ordine di trasmissione delle animazioni fatte in casa e ne fuorvierebbe lo sviluppo. Per il grande pubblico, nessuno dei due divieti ha senso logico, secondo fonti straniere.

## Studi
La discussione sull'animazione cinese in inglese è lacunosa. La tesi di dottorato di Daisy Yan Du, On the Move: The Trans/national Animated Film in 1940s-1970s China (University of Wisconsin-Madison, 2012), è di gran lunga l'analisi più completa dell'animazione cinese prima del 1980. La tesi di dottorato di Weihua Wu, Animation in Postsocialist China: Visual Narrative, Modernity, and Digital Culture (City University of Hong Kong, 2006), discute l'animazione cinese contemporanea nell'era digitale dopo il 1980. Oltre alle due opere principali, ci sono altri articoli e capitoli di libri scritti da John Lent, Paola Voci, Mary Farquhar e altri sull'animazione cinese. La prima monografia in lingua inglese dedicata all'animazione cinese è stata Chinese Animation: A History and Filmography di Rolf Giesen, 1922-2012 (McFarland & Company, Jefferson NC, 2015).